# Экспедицион (полакр)
«Экспедицион» — полакр французского, а затем, после захвата в 1799 году эскадрой под командованием вице-адмирала Ф. Ф. Ушакова, в составе русского Черноморского флота.

## История службы

### В составе Российского императорского флота
1 (12) марта 1799 года французский полакр «Экспедицион» был захвачен соединённой русско-турецкой эскадрой под командованием вице-адмирала Ф. Ф. Ушакова. Судно было включено в состав Черноморского флота России.
В составе Черноморского флота принимал участие в войне с Францией 1798–1800 годов. 24 июля (4 августа) 1799 года вместе c эскадрой Ф. Ф. Ушакова покинул Корфу и к 3 (14) августа прибыл в Мессину. С 18 (29) августа по 30 августа (10 сентября) совершил переход из Мессины в Ливорно в составе отряда вице-адмирала П. В. Пустошкина, при этом 29 августа (9 сентября) в районе острова Эльба захватил одномачтовое французское судно. В сентябре 1799 года подвергся килеванию в Ливорно, после чего 26 сентября (7 октября) ушёл в Келари в качестве конвоя 11-ти купеческих судов. С декабря 1799 года по январь 1800 года ходил из Келари в Тунис для освобождения 3 сардинских судов.
В 1800 году «Экспедицион» находился в составе отряда П. В. Пустошкина, при этом c 14 (26) марта по 25 мая (6 июня) периодически выходил в крейсерские плавания в Мессинский пролив, с 30 марта (11 апреля) по 17 (29) апреля совершил плавание к острову Сицилия в расположение находившейся там эскадры вице-адмирала П. К. Карцева, а в мае использовался для доставки жалования экипажам судов в Мессину. 24 июля (5 августа) 1800 года суда отряда ушли в Корфу, где вошли в состав эскадры Ф. Ф. Ушакова, и уже вместе с ней перешли в Буюк-дере, а затем в октябре того же года ушли в Севастополь.
В 1801 году судно использовалось для выполнения работ по описи западного побережья Чёрного моря. В 1803 году полакр совершал плавания между Николаевом и Константинополем. 7 (19) июля 1804 года «Экспедицион» вышел из Константинополя в Корфу с генералом-майором Р. К. Анрепом на борту, однако из-за противных ветров был вынужден зайти в Наварин, а также на острова Занте и Кефалония. К 8 (20) августа полакру удалось прибыть в Корфу, где он вошёл в состав эскадры капитан-командора А. А. Сорокина.
Принимал участие в войне с Францией 1804—1807 годов. В 1805 году использовался в качестве конвойного судна для австрийских судов на маршруте от Корфу до Мессины. С января следующего года находился в составе эскадры вице-адмирала Д. Н. Сенявина и с февраля принимал участие в действиях отряда капитана 1-го ранга Г. Г. Белли у Новой Рагузы. 22 февраля (6 марта) был направлен в Корфу с донесениями, а 29 марта (10 апреля) вошёл в состав отряда Г. Г. Белли и вместе с ним 30 марта (11 апреля) подошёл к крепости Курцало. Принимал участие в бомбардировке и штурме крепости, до её полной капитуляции, а также во захвате судов противника и небольших островов у Курцало. После чего полакр с корреспонденцией был направлен в Константинополь и после в Одессу. Оставив корреспонденцию в Одессе, судно ушло в Николаев.
Принимал участие в русско-турецкой войне 1806—1812 годов. 31 мая (12 июня) 1807 года вышел из Севастополя к Трапезунду в составе эскадры контр-адмирала С. А. Пустошкина.
3 (15) июня «Экспедицион» был направлен в Трапезунд для доставки прокламаций, а 14 (26) июня вернулся к эскадре и в её составе принимал участие в блокаде крепости. 10 (22) июля судно вернулось в Севастополь. В 1808 году выходил в крейсерские плавания в Чёрном море. С 23 октября (4 ноября) по 10 (22) ноября 1809 года совершил плавание к Варне в составе отряда капитана 1-го ранга Л. И. Макшеева. С 1810 по 1812 год использовался для конвоирования купеческих судов из Керчи к берегам Мингрелии.
В 1813 году выходил в крейсерские плавания к берегам Крыма, в том же году подвергся тимберовке в Севастополе.
В июле и августе 1814 года выходил в крейсерские плавания в Чёрное море в составе эскадры капитан-командора Т. Мессера, а с 1815 по 1820 год ежегодно находился у берегов Мингрелии. В 1821 году нёс службу в качестве карантинного судна в Севастополе.

## Командиры полакра
В составе российского флота командирами полакра «Экспедицион» в разное время служили:
- лейтенант М. С. Македонский (1799—1801 годы)[9];
- капитан-лейтенант А. Е. Влито[комм. 1] (1801 год)[10];
- капитан-лейтенант Г. В. Машин (1803 год)[11];
- П. М. Елизаров (1804—1807 годы);
- О. И. Викорст (1808—1809 годы);
- капитан-лейтенант Г. М. Костенич (с 1810 года до декабря 1811 года и с февраля 1812 года)[12];
- А. А. Дурасов (1813 год);
- В. Б. Броневский (до сентября 1814 года);
- Х. А. Метакса (с сентября 1814 года);
- Г. А. Папахристо (1815—1816 годы);
- А. Г. Конотопцев (1817 год);
- Г. К. Радчевский (1818 год);
- Т. Л. Лильендаль (1820—1821 годы).

### Комментарии
1. ↑  Также упоминается как Флит.